# Friso Kramer
Friso Kramer (Amsterdam, 13 augustus 1922 – aldaar, 14 februari 2019) was een Nederlands industrieel vormgever.

## Leven en werk
Kramer is zoon van Johanna van der Weide en de Amsterdamse School-architect Piet Kramer. Hijzelf was tussen 1952 en 1982 getrouwd met Anna Maria Julia Spenkeling, ze kregen drie dochters, Hester, Moniek Kramer, Annebelle en zoon Hein; in 1982 hertrouwde hij met Jannetje Kobes. Uit dit huwelijk kwam dochter Merel. 
Hij studeerde onder meer aan het Instituut voor Kunstnijverheidsonderwijs te Amsterdam voor interieurarchitect. In 1945 trad hij in dienst bij Bureau J.P. Kloos. Hij werkte toen ook nog samen met Frans Paulussen in een bureau voor binnenshuisarchitectuur. Van 1948-1963 werkte hij bij De Cirkel, waar stalen meubelen werden vervaardigd. In 1963 richtte hij, samen met Wim Crouwel, Benno Wissing, Paul en Dick Schwarz het ontwerpbureau Total Design op. Van 1971 tot 1983 was hij directeur van het ontwerpbureau van Ahrend.
Kramer was onder meer de ontwerper van de Revolt-stoel en Facet-tafel, die veel in schoolklassen worden gebruikt. Ook ontwierp hij de groene kunststof buitenbrievenbus en banken voor Schiphol en de NS. Een van de meest bekende werken van Kramer is de kegelvormige straatlantaarn-(paaltop)armatuur. Dit armatuur was oorspronkelijk ontworpen voor de stad Den Haag, maar genoot verder in het land ook grote populariteit. Voorts ontwierp Kramer nog twee straatlantaarn-armaturen voor de stad Den Haag, te weten de "Friso Kramer I" (voor woonstraten) en de "Friso Kramer II" (voor ontsluitingswegen). In Den Haag zijn ze inmiddels bijna allemaal verdwenen. Alleen op een enkele plek is de "Friso Kramer I" nog aan te treffen. De Kramer-armaturen werden geproduceerd door Industria.
In 2012 heeft Friso Kramer in samenwerking met verlichtingsfabrikant Lightwell een nieuwe LED paalkoparmatuur ontworpen: de "Friso Kramer LED". Deze lamp wordt in het Robedrijf in Rotterdam geproduceerd en wordt vanaf 2015 in Venlo, Blerick, Almere, Rotterdam en Leiden gebruikt.
In 1977 en 1978 werd een overzichtstentoonstelling van zijn werk gehouden in het Stedelijk Museum Amsterdam, en in 1991 in het Museum Boijmans Van Beuningen te Rotterdam.
Kramer was onder meer bestuurslid van de Gerrit Rietveld Academie en de Amsterdamse Kunstraad.
Hij overleed in 2019 op 96-jarige leeftijd.

## Externe link

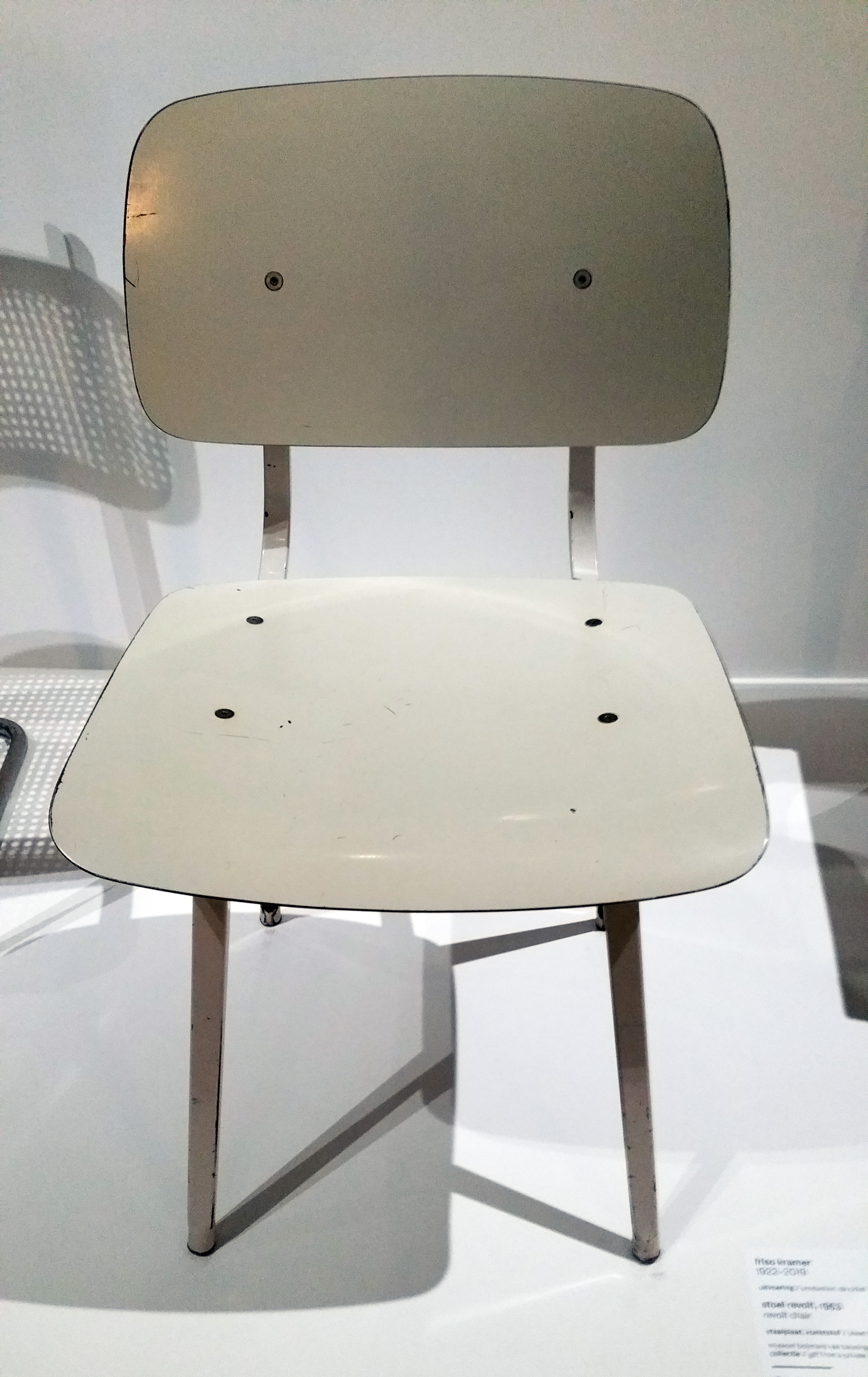
Friso Kramer, Revolt stoel, 1953
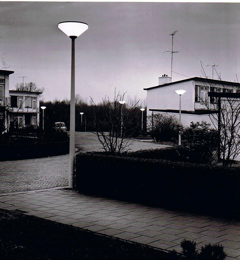
Paaltoparmatuur, 1960
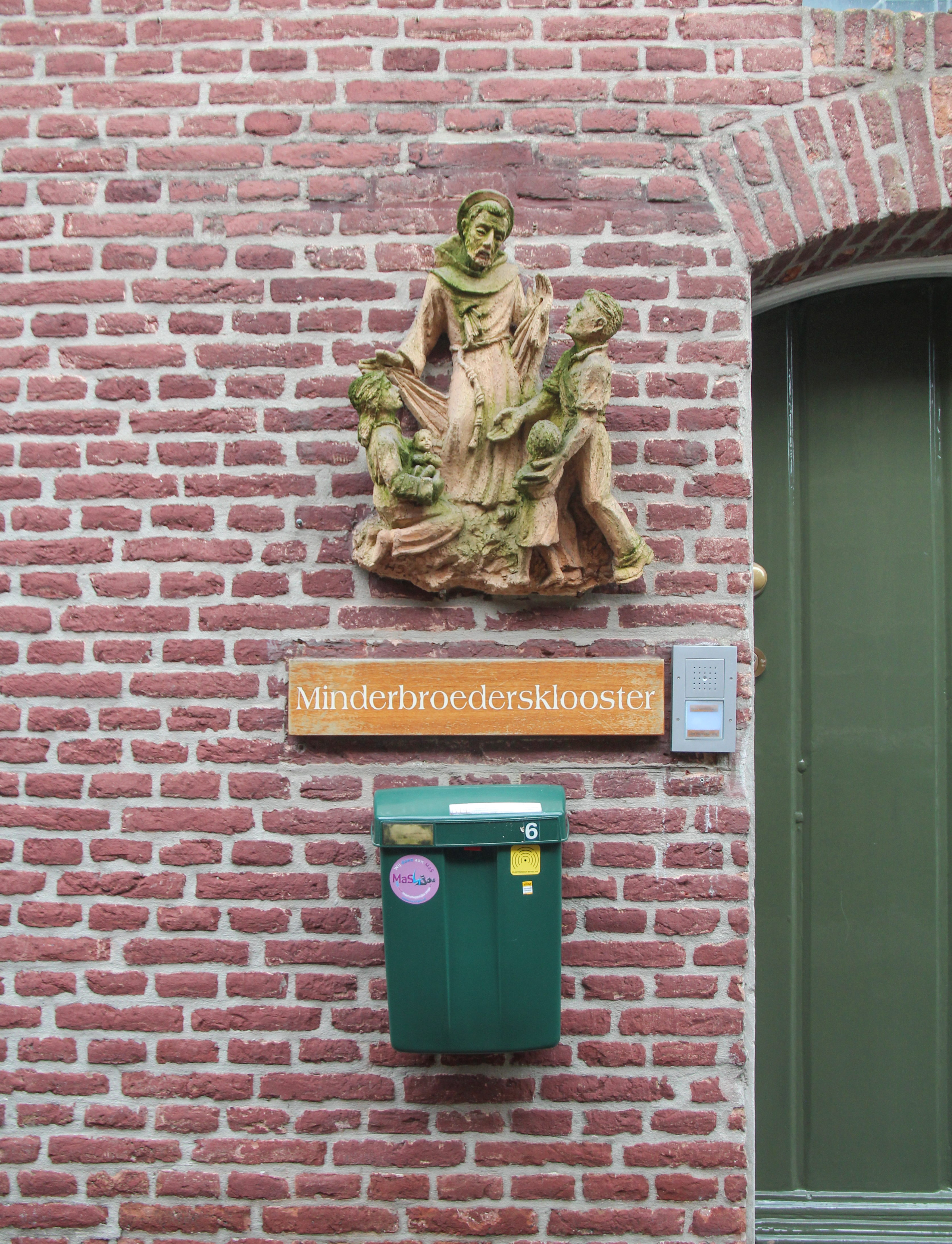
Brievenbusontwerp van Friso Kramer, 1971
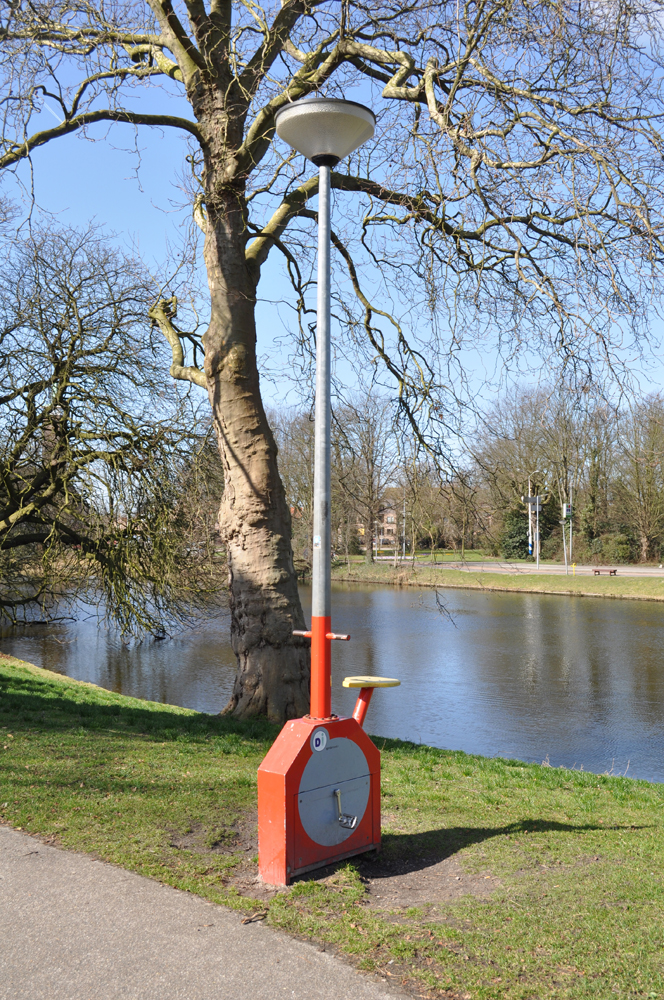
Lantaarnpaal van Sander Rood en Friso Kramer

## Prijzen en eerbetoon

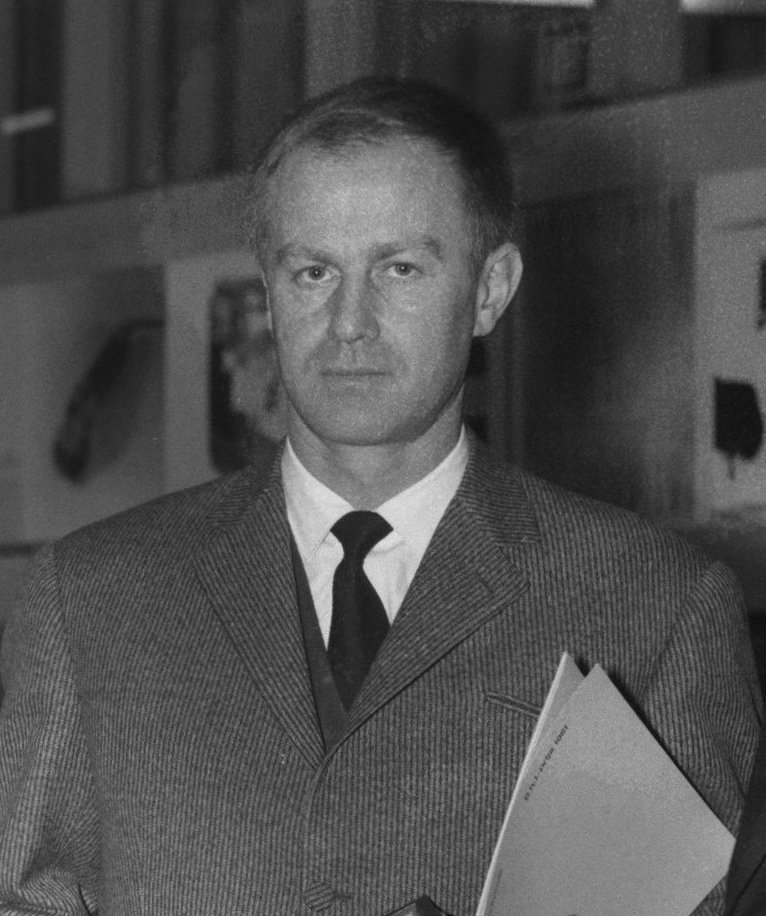
Kramer (BKI-prijs, 1961)

- Winnaar van prijs Het Gouden Kenteken
- 1961 - de BKI-prijs (Bond voor Kunst en Industrie)
- Winnaar van prijs Gute Industrieform
- 1983 - Piet Zwart Prijs
- 1990 - Kho Liang Ie prijs
- 1991 - David Röell Prijs
- 2012 - Andreaspenning
- Kramer is sinds 1994 officier in de Orde van Oranje-Nassau.

## Werk in openbare collecties (selectie)
- Rijksmuseum Amsterdam
- Museum Boijmans Van Beuningen, Rotterdam
- Stedelijk Museum Amsterdam